# Amara basillaris
Amara basillaris är en skalbaggsart som beskrevs av Thomas Say 1823. Amara basillaris ingår i släktet Amara och familjen jordlöpare. Inga underarter finns listade i Catalogue of Life.